# Kerygmachela kierkegaardi
Kerygmachela kierkegaardi era un organisme nectònic cec del Cambrià de Groenlàndia. La seva anatomia suggereix fortament que, juntament amb el seu parent Pambdelurion va ser un parent proper dels anomalocàrids. El nom específic "kierkegaardi" fa honors al filòsof danès Søren Kierkegaard.
Tenia un parell de ben desenvolupats membres anteriors en els quals havien llargues espines, i acabaven en antenes com a cercs. Aquests membres corresponen a les urpes que s'usen en l'alimentació dels anomalocàrids. La boca s'obre cònica a la base entre les dues parts. També hi havia 11 parells de lòbuls laterals (utilitzats en la natació), juntament amb 11 parells de potes petites a les bases dels lòbuls, i un parell posterior de cercs.
Posseïa membres espinosos anteriors, suggerint que podria haver estat un depredador, per bé que la seva petita boca suggereix que s'hauria limitat a preses molt petites.